# Индепенденс (Миннесота)
Индепенденс (англ. Independence) — город в округе Хеннепин, штат Миннесота, США. На площади 89,6 км² (84,4 км² — суша, 5,2 км² — вода), согласно переписи 2000 года, проживают 3236 человек. Плотность населения составляет 38,3 чел./км².
- Телефонный код города — 763
- Почтовый индекс — 55357, 55359
- FIPS-код города — 27-30842[1]
- GNIS-идентификатор — 0645396[2]